# Portal Tomb von Crosh

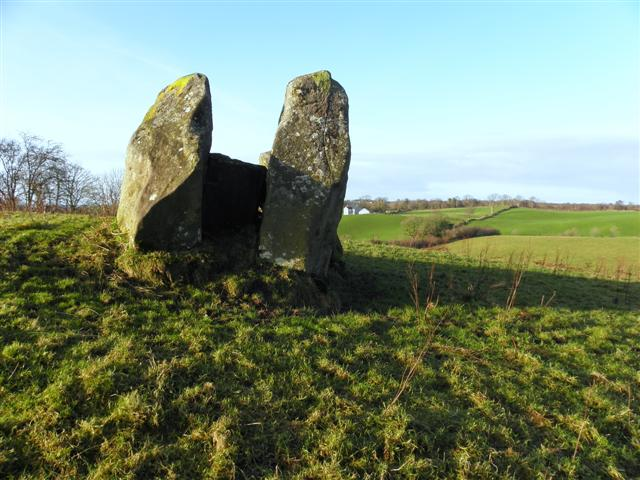
Portalsteine der Kammer

Das Portal Tomb von Crosh (irisch Crois) liegt östlich von Newtownstewart, zwischen Omagh und Strabane im County Tyrone in Nordirland. Als Portal Tombs werden Megalithanlagen auf den Britischen Inseln bezeichnet, bei denen zwei gleich hohe, aufrecht stehende Steine mit einem Türstein dazwischen, die Vorderseite einer Kammer bilden, die mit einem zum Teil gewaltigen Deckstein bedeckt ist.
Der Deckstein des Portal Tombs von Crosh ist von den über 2,2 Meter hohen, etwa 1,6 m breiten und 0,6 m dicken Portalsteinen gefallen, zwischen denen sich noch die 1,2 m hohe Türplatte befindet. Ein großer Stein auf der Westseite kann dieser verrutschte Deckstein sein. Es ist etwa 3,0 m lang, 2,0 m breit und 50 cm dick. Ein weiterer Stein von 1,5 × 1,5 m kann der Endstein gewesen sein. Die gesamte Struktur ist mit etwa 5,5 m Länge und 2,0 m Breite ungewöhnlich groß.
In der Nähe liegen das Portal Tomb von Glenknock und die Steinkiste von Newtownstewart.